# 菟足神社
菟足神社（うたりじんじゃ）は、愛知県豊川市小坂井町字宮脇にある神社。式内社。旧社格は県社。

## 祭神
祭神は以下の1柱である。
- 菟上足尼命（うなかみすくねのみこと）

## 歴史
祭神の菟上足尼命（うなかみすくねのみこと）は、孝元天皇の末裔、葛城襲津彦命（かつらぎそつひこのみこと）四世の玄孫にあたり、雄略天皇の治世に穂の国（現在の東三河）国造に任ぜられたという。葛城襲津彦命は、仁徳天皇の皇后磐之姫媛命の父にあたり、大和国葛城の豪族として大きな権力を持っていたとされる。菟上足尼命は、没後、顕著な殖産、治民の功によって、三河国平井の柏木浜に奉斎され、天武天皇の治世、白鳳15年（686年）4月11日に、秦石勝（はたのいしかつ）により、現在地に遷座されたという。
貞観6年（864年）には、神階が従五位下に進み、延喜式神名帳にもその名が見える。明治維新の天皇東行の際には、勅使の参向を受けた。明治11年（1878年）には、有栖川宮熾仁親王御宸筆の社号軸を受けた。大正7年（1918年）には、郷社から県社に昇格した。

## 祭礼
- 風まつり（かざまつり） - 毎年4月第2土曜・日曜。手筒花火や打ち上げ花火などが奉納され、山車も出る。こざかい葵風館の名称の由来。
- 田まつり -　旧暦1月7日。

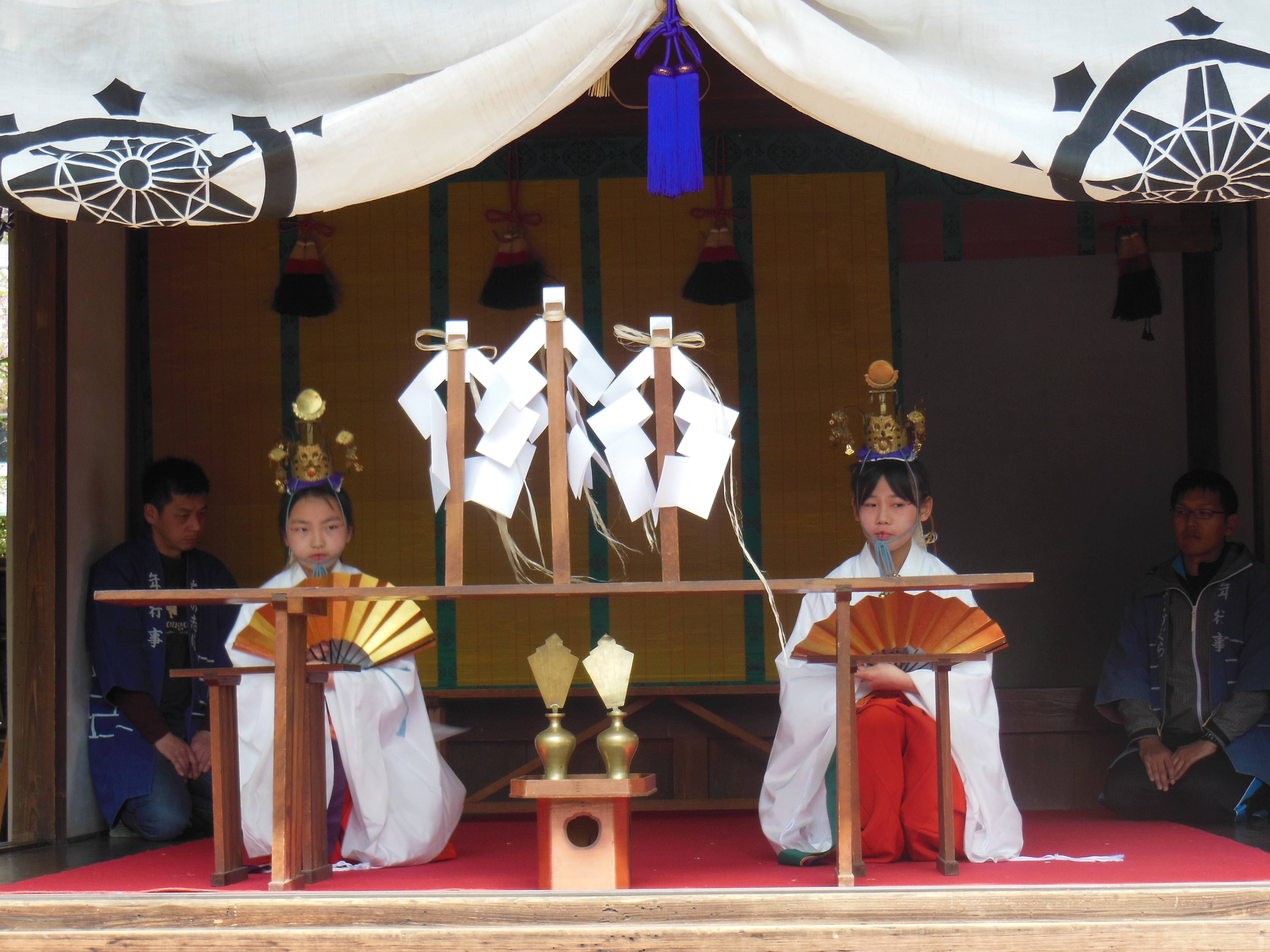
菟足神社稚児踊り
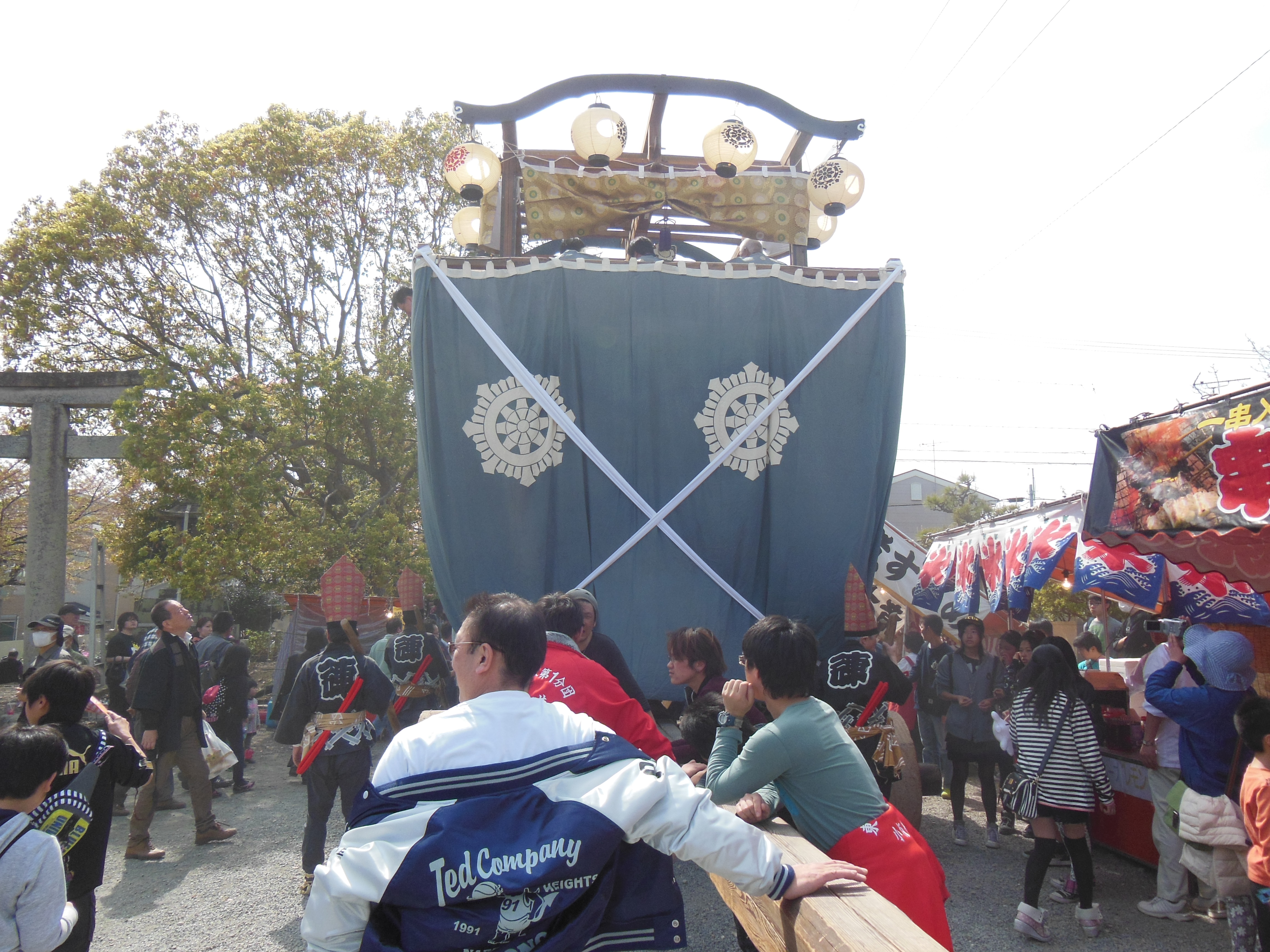
菟足神社山車
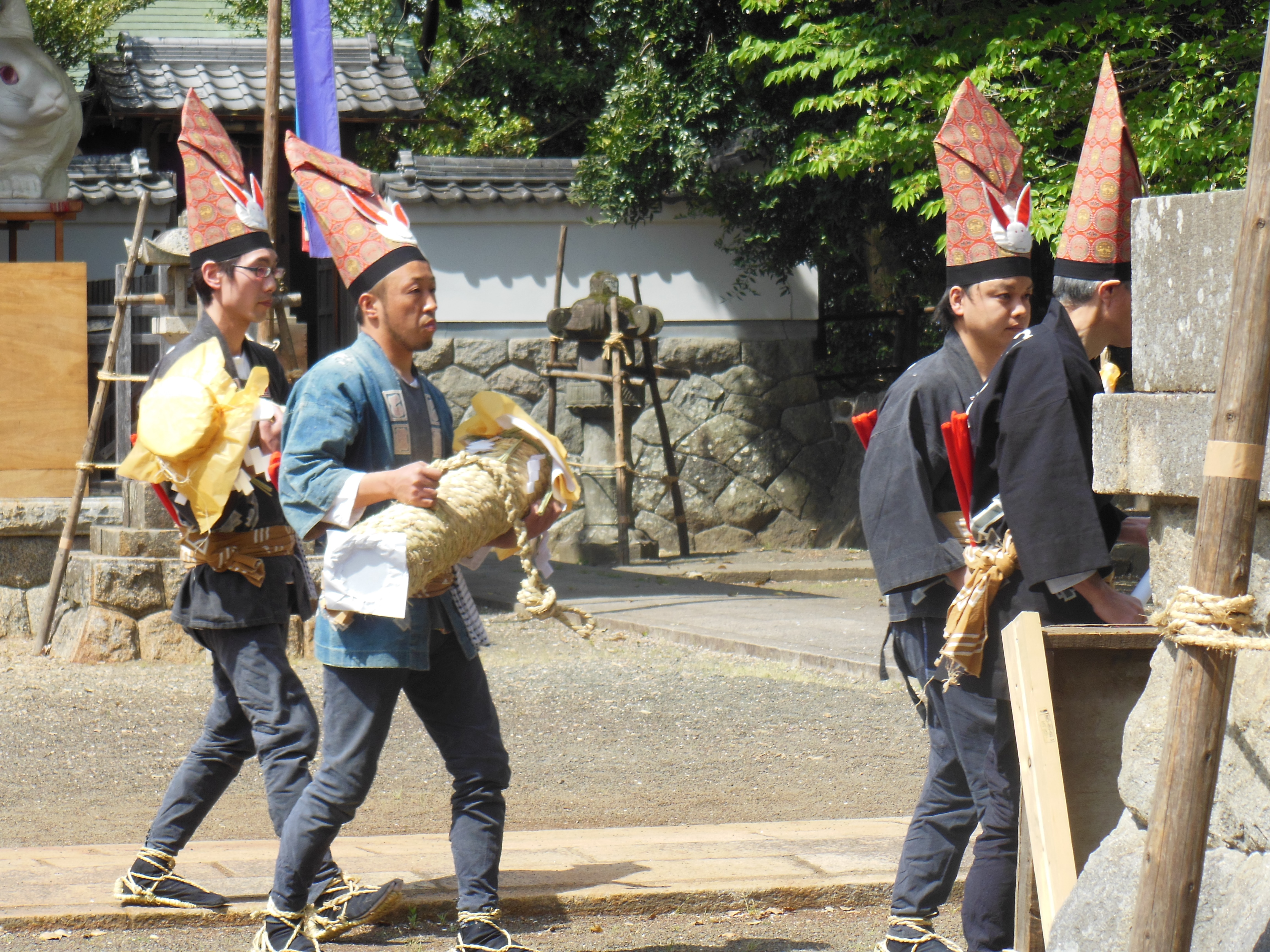
菟足神社手筒花火
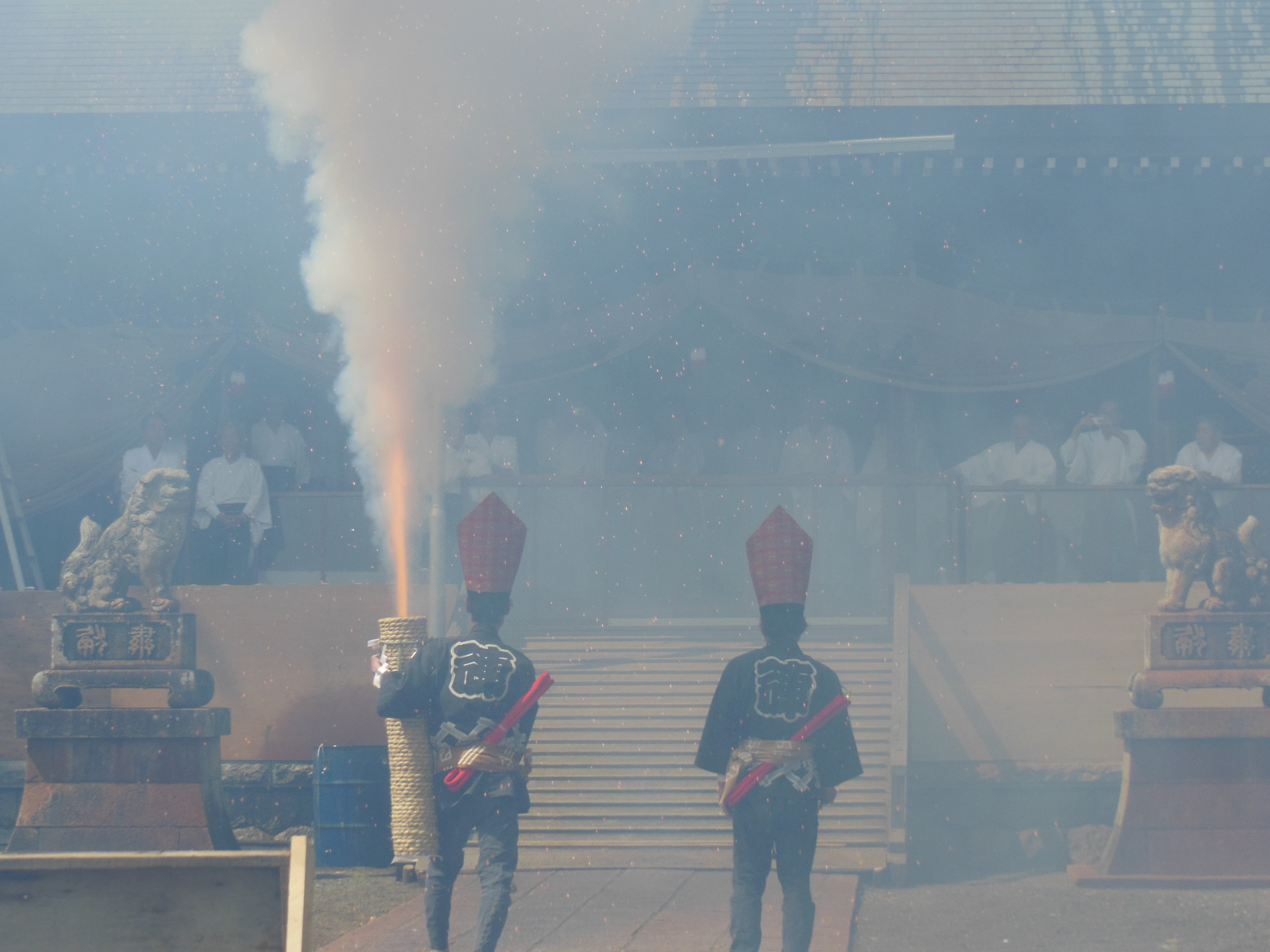
菟足神社手筒花火
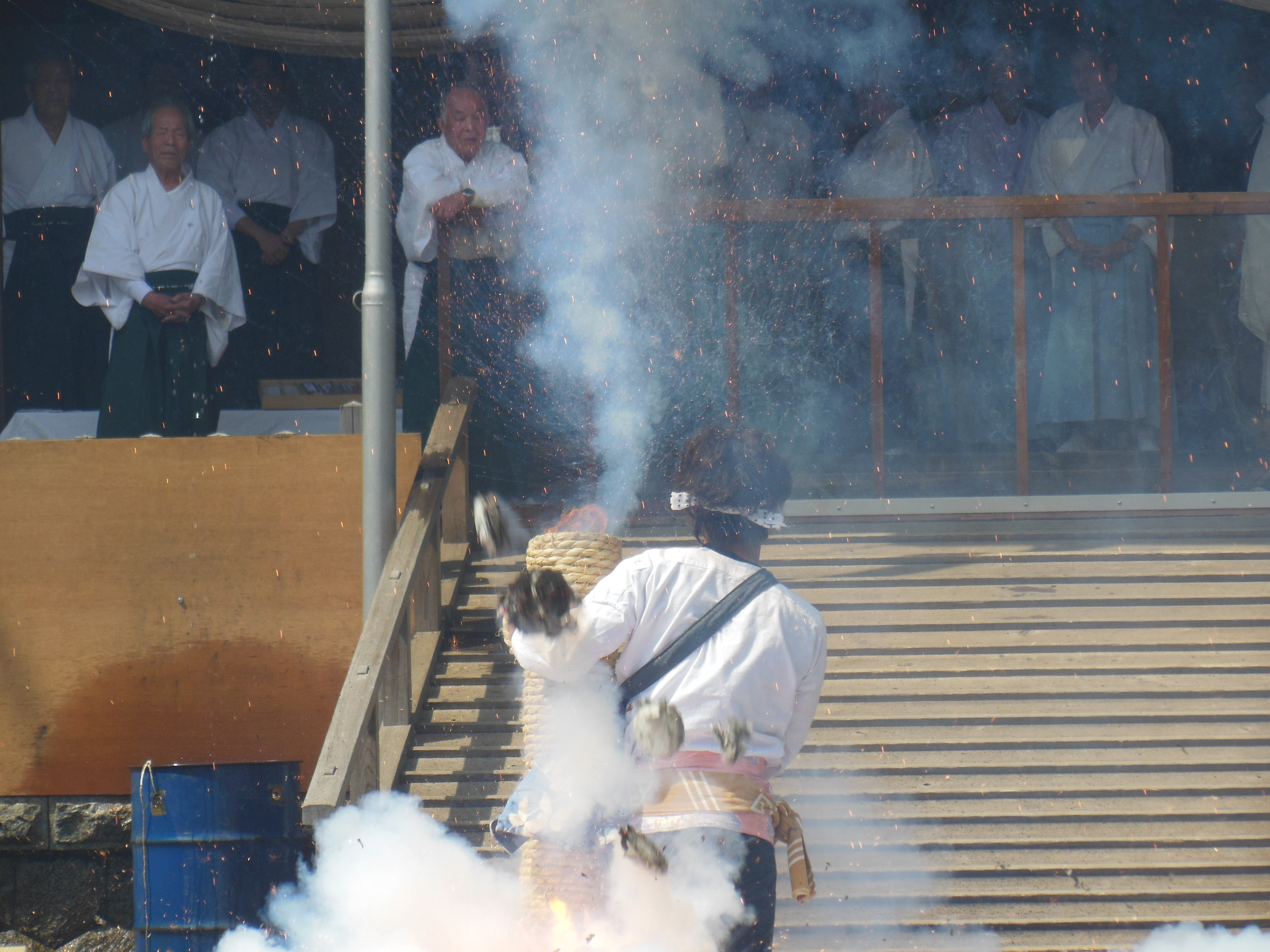
菟足神社手筒花火ハネ
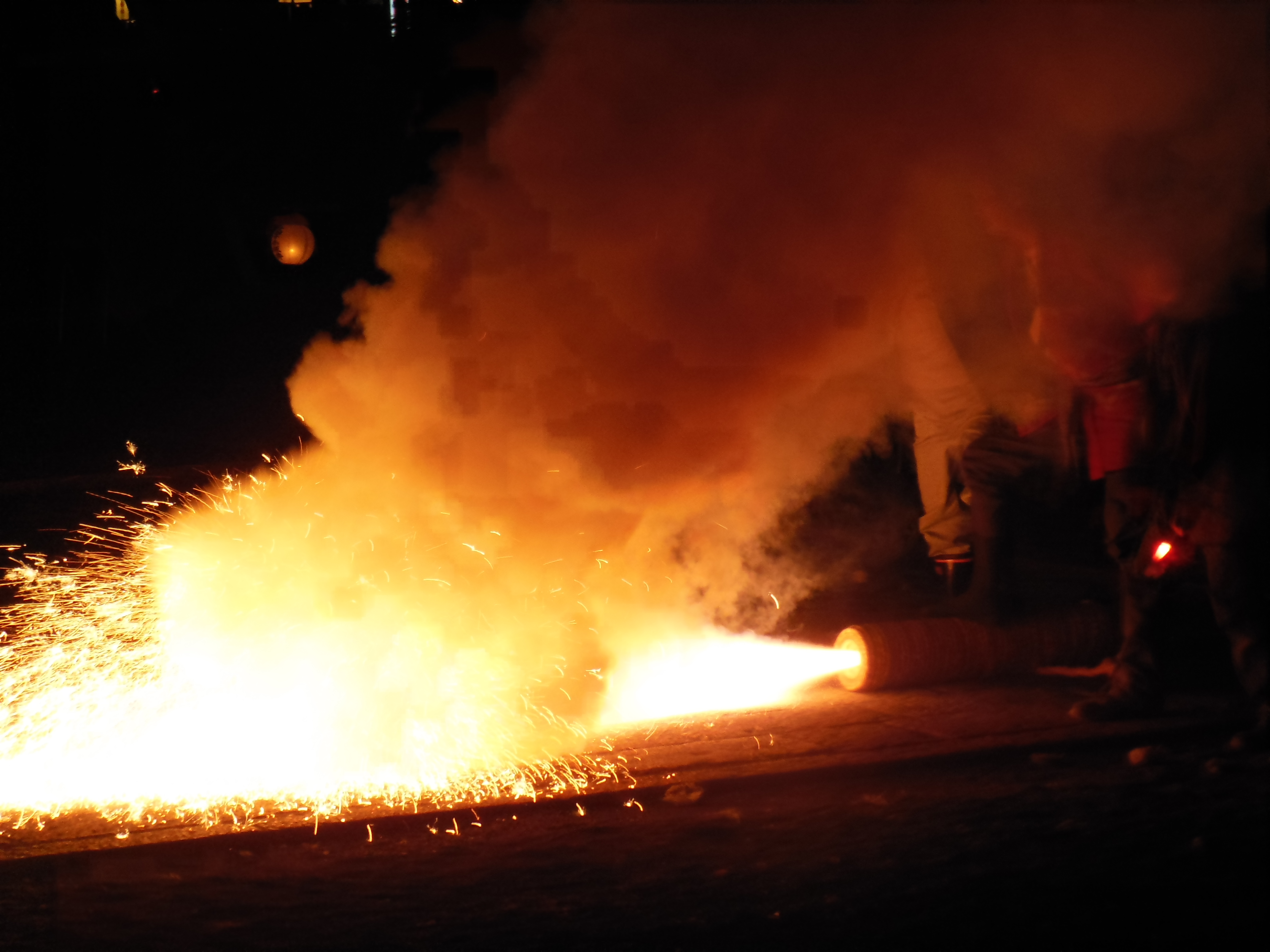
菟足神社手筒花火
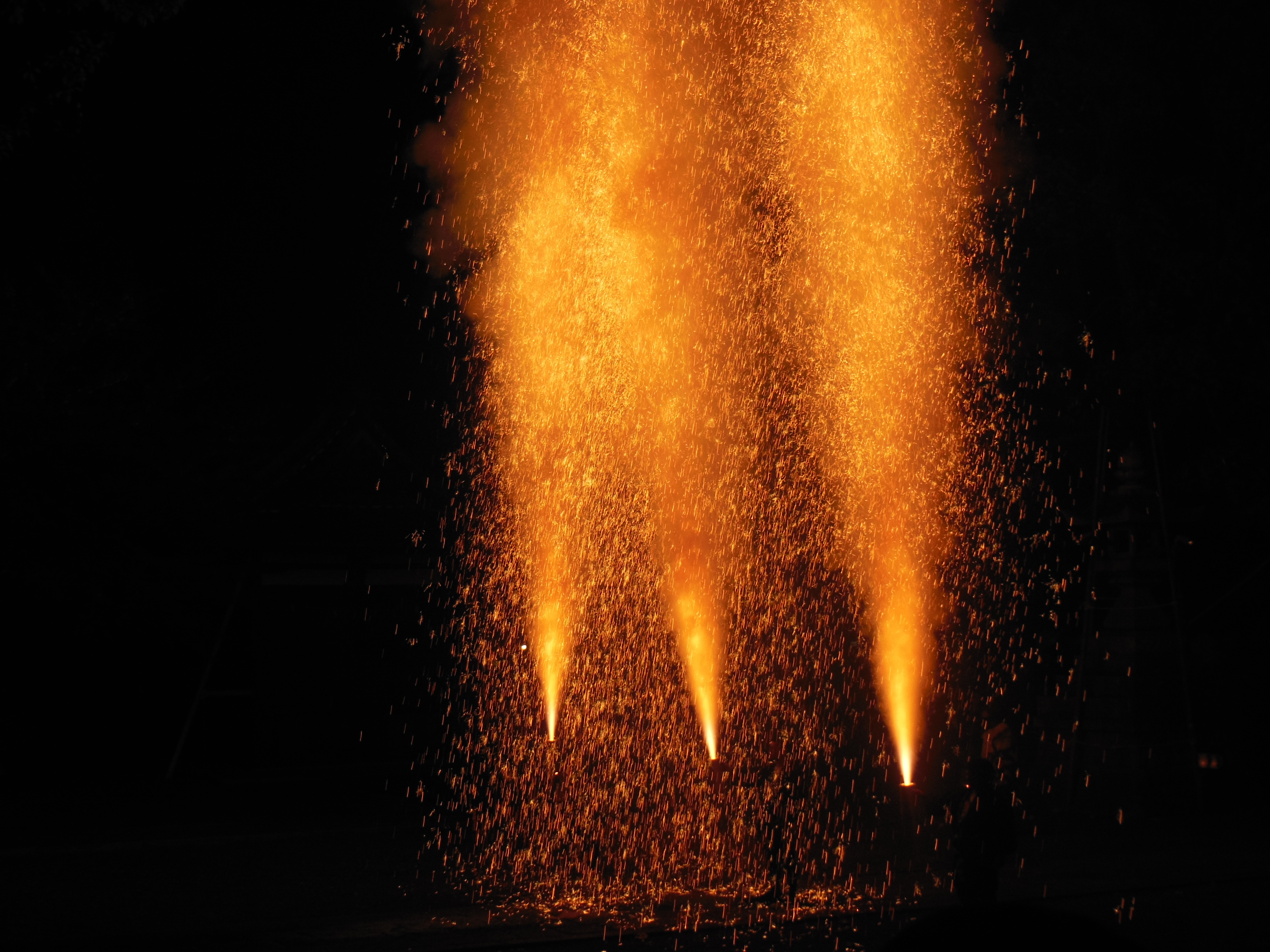
愛知県豊川市菟足神社
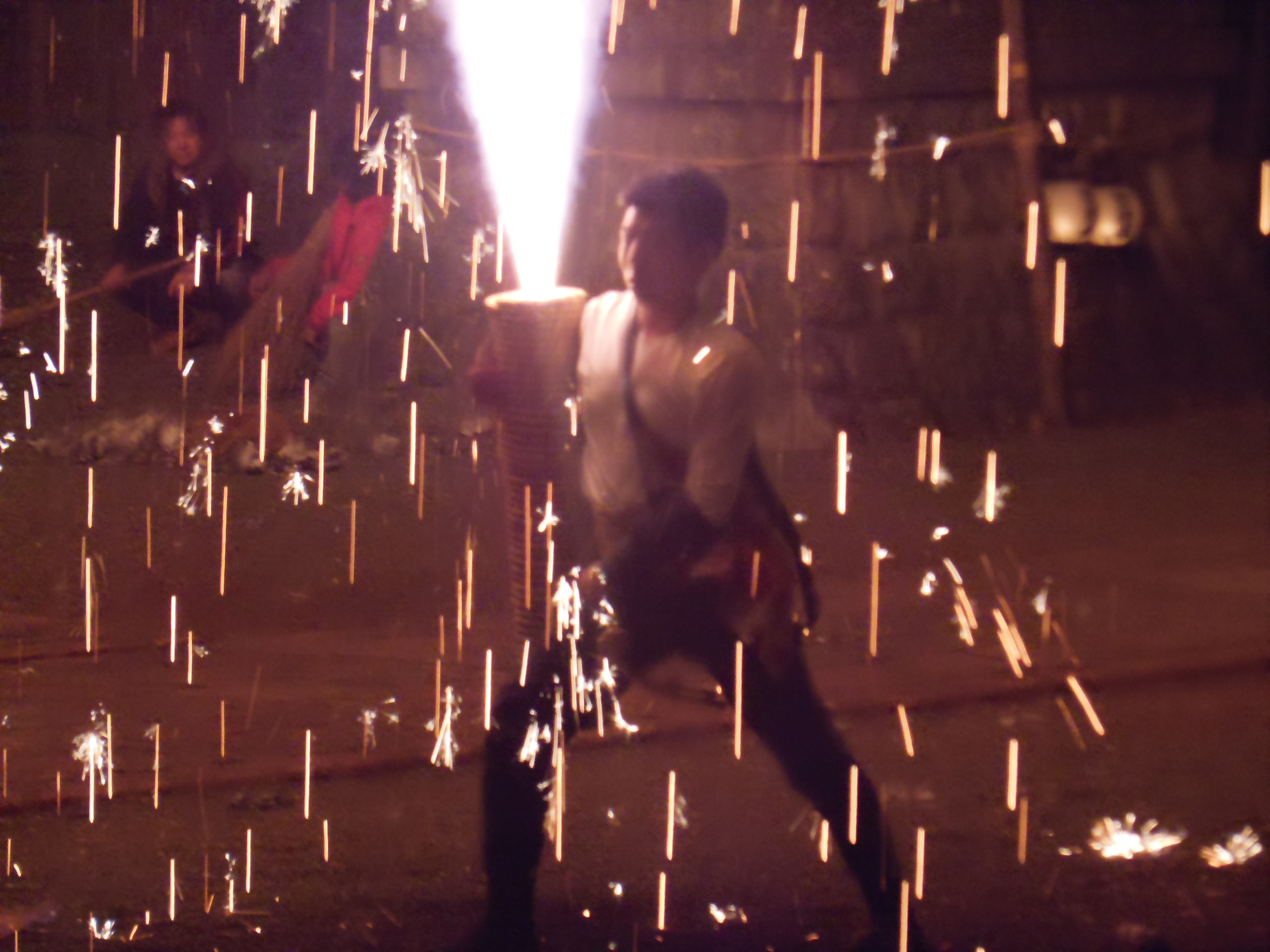
菟足神社手筒花火

## 文化財
重要文化財（国指定）
- 大般若経（内版本9巻） 585巻 自安元二年至治承三年研意智一筆経 - 1961年（昭和36年）6月30日指定

愛知県指定有形文化財
- 梵鐘 - 1964年（昭和39年）10月14日指定
- 菟足神社祭礼古面 5面 - 1965年（昭和40年）5月21日指定

愛知県指定無形民俗文化財
- 菟足神社田祭り - 1954年（昭和29年）3月12日

## 現地情報
所在地
- 愛知県豊川市小坂井町字宮脇2番地の1

交通アクセス（公共交通機関（鉄道））
- 最寄駅：JR東海道本線 小坂井駅下車、徒歩で約5分。
- 最寄駅：名鉄名古屋本線 伊奈駅下車、徒歩で約20分。

## 境内

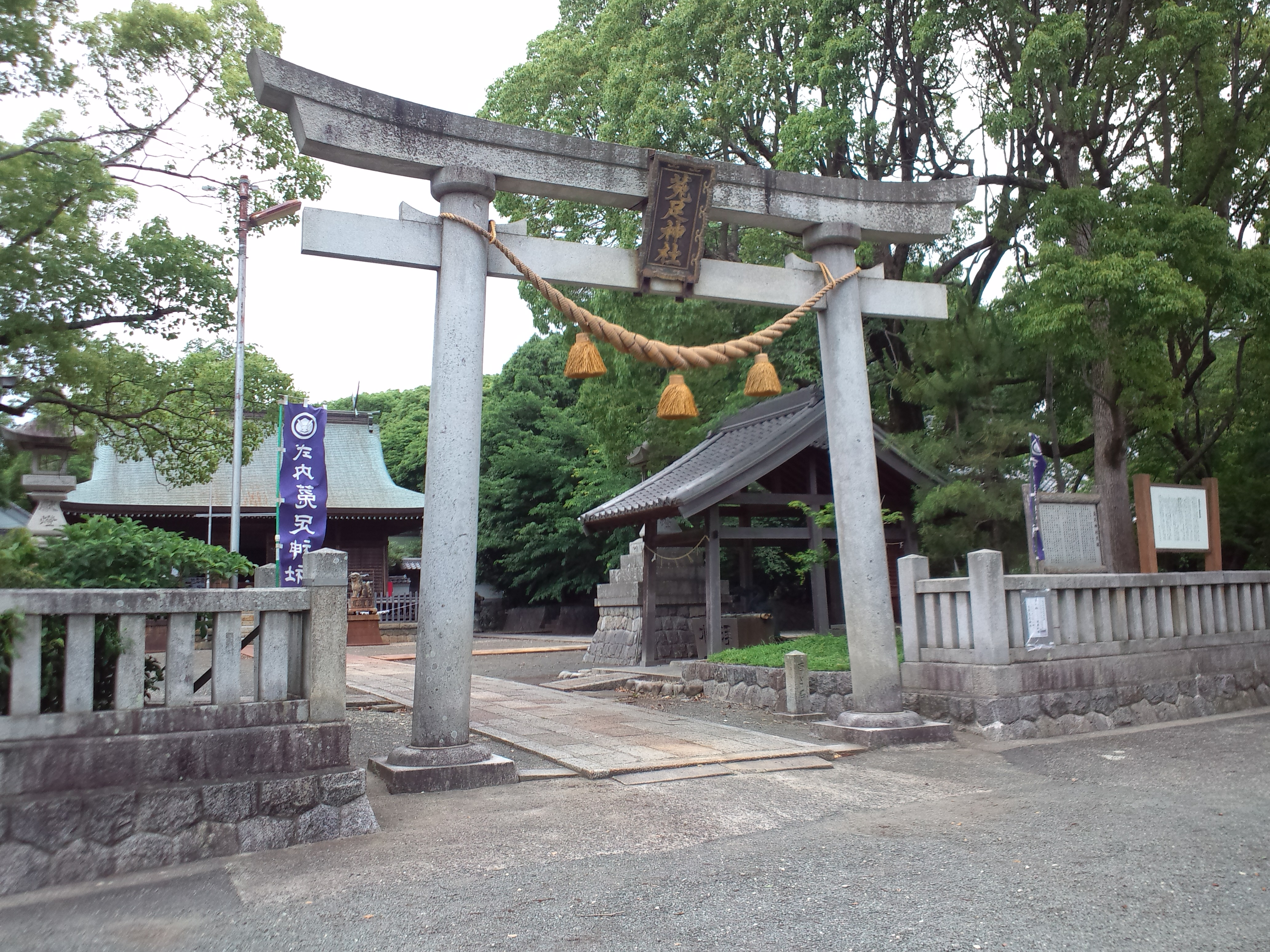
入口石鳥居
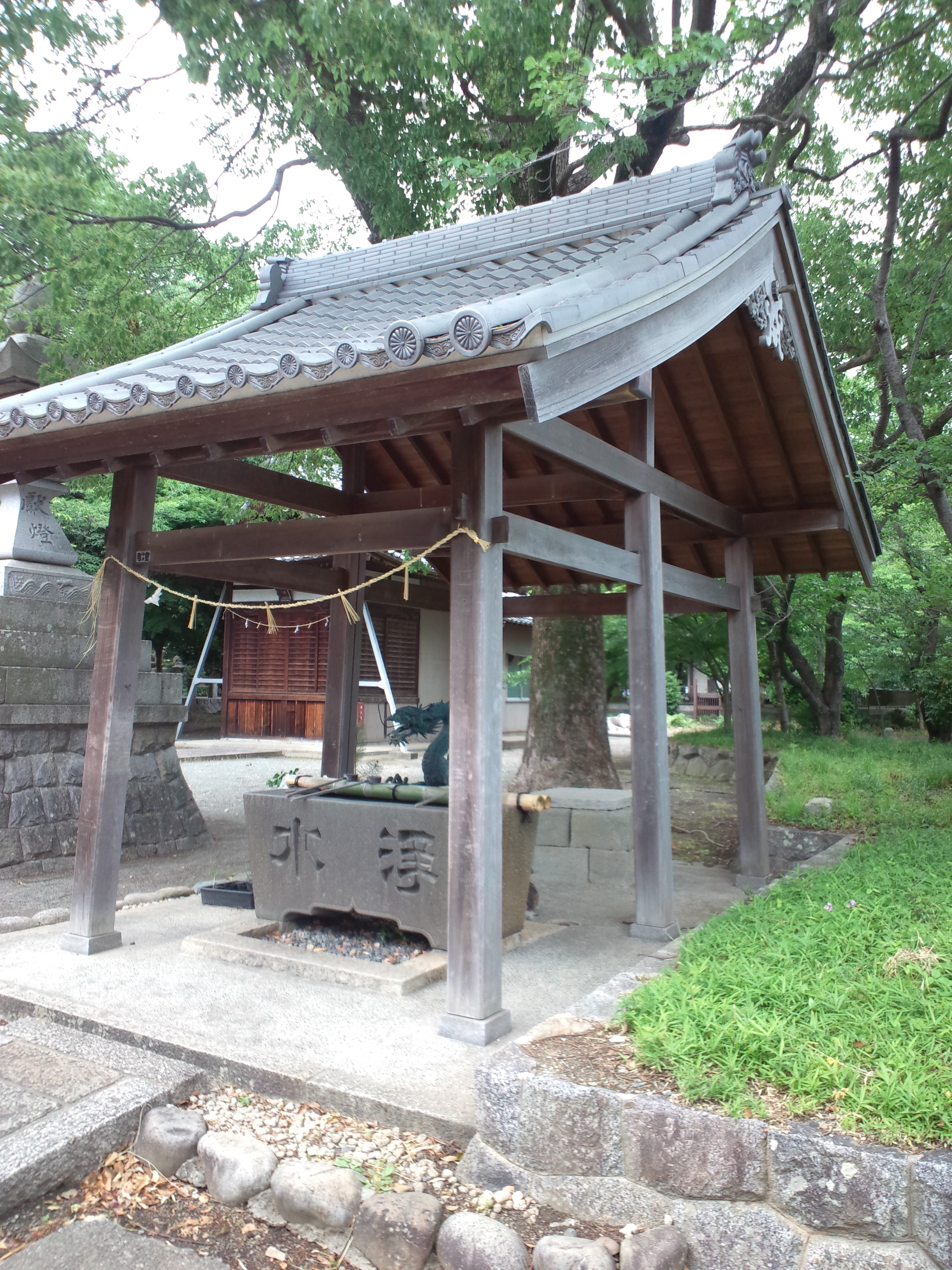
手水舎
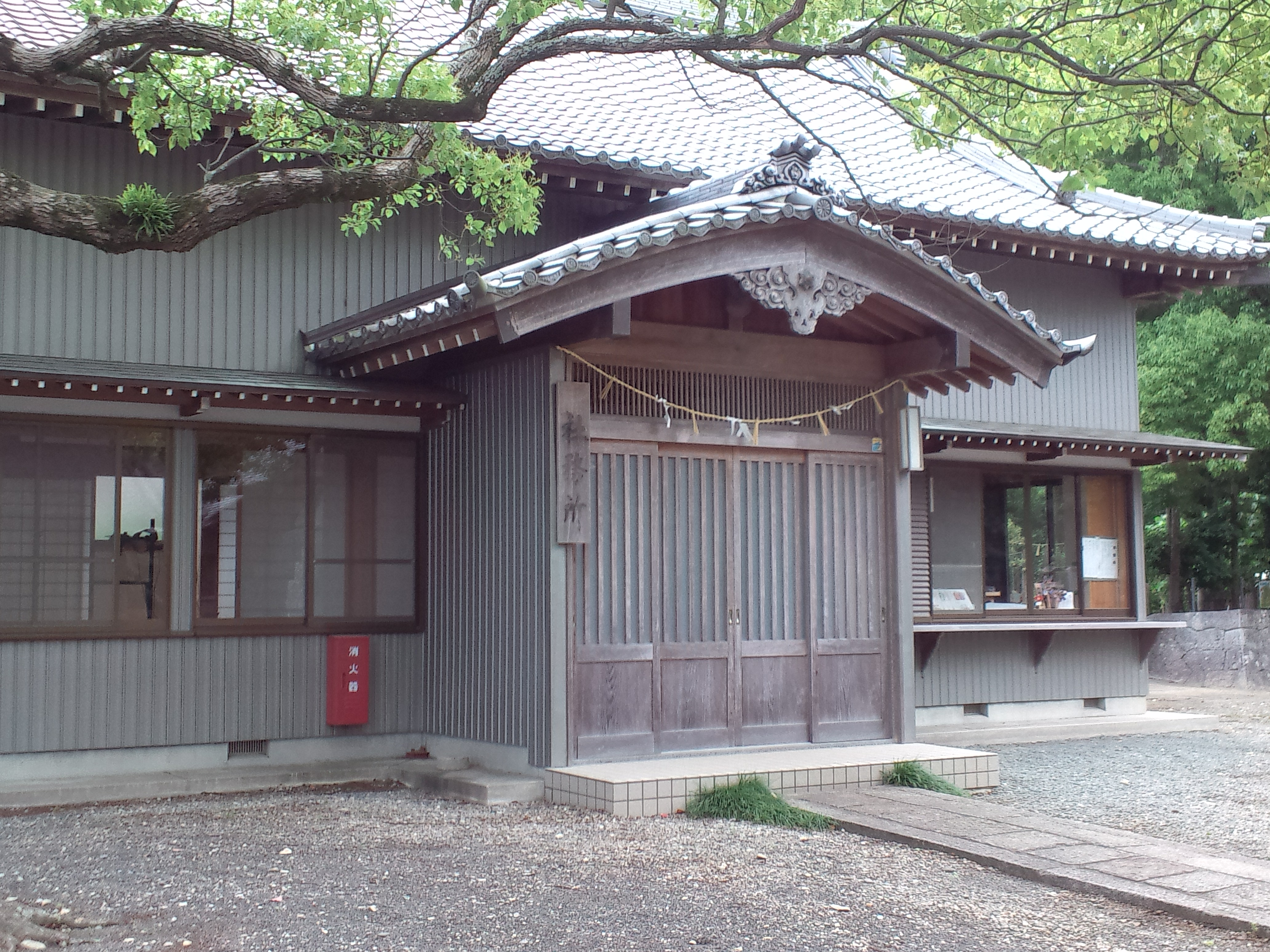
社務所
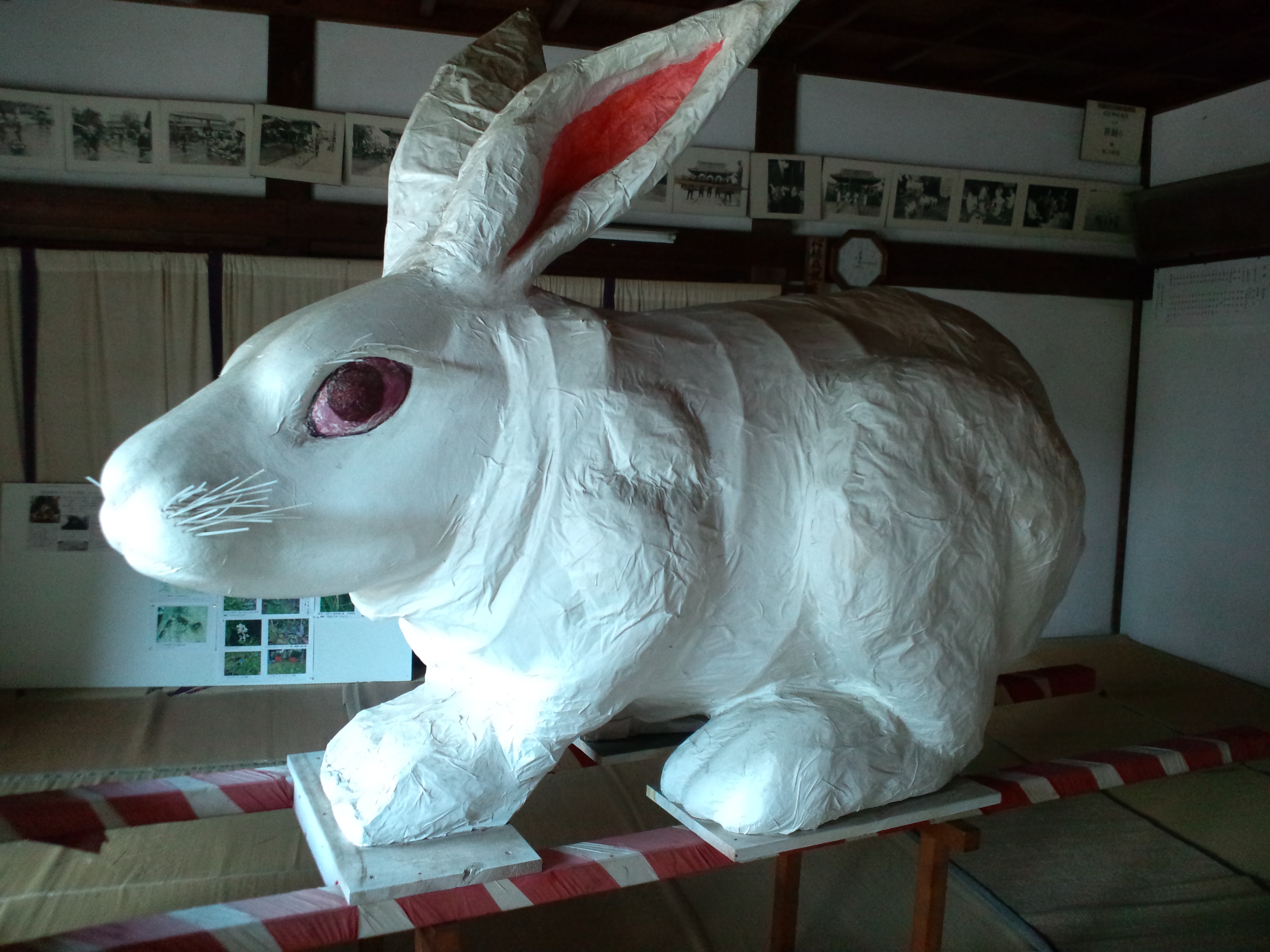
拝殿内の兎の神輿
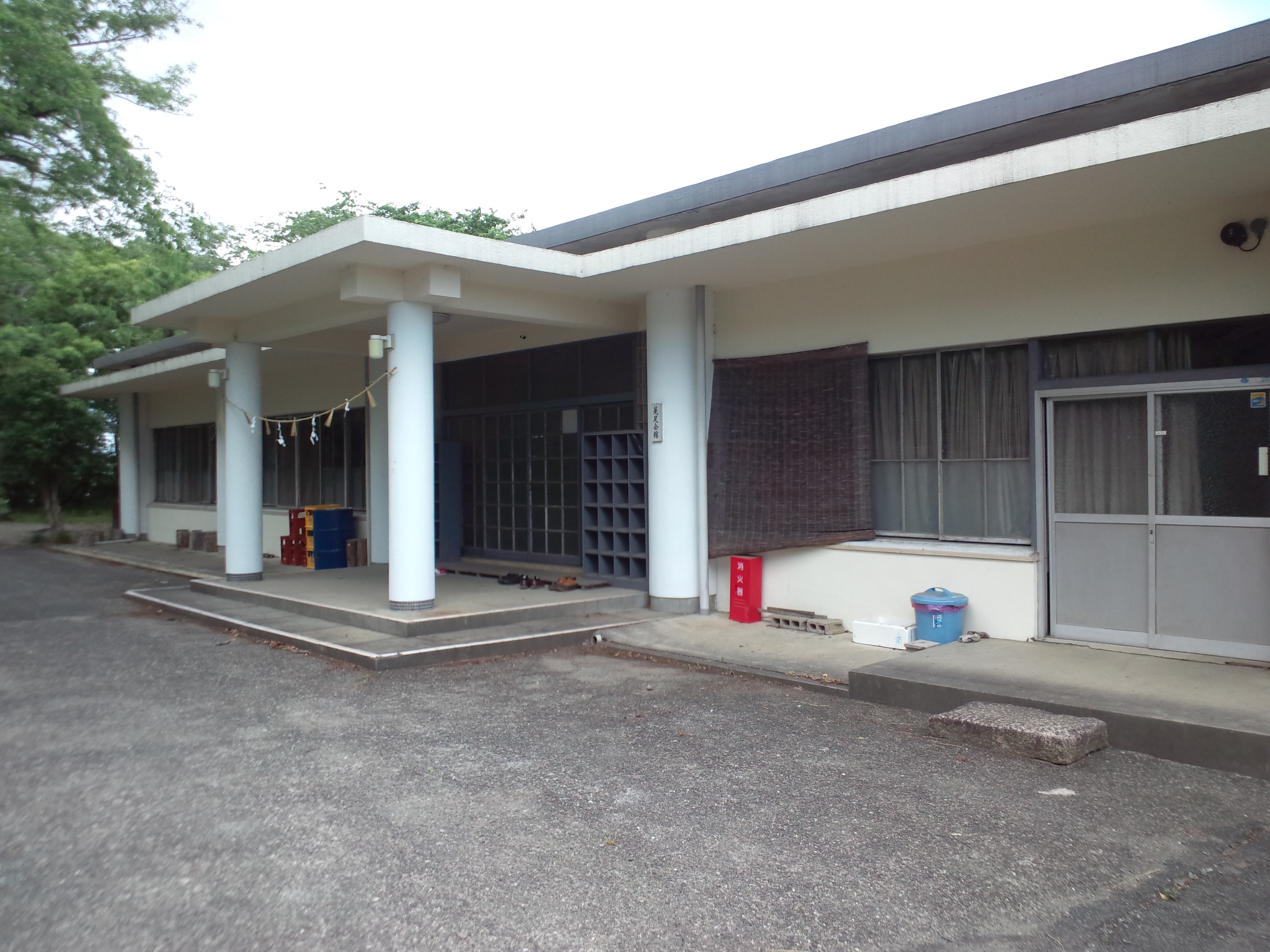
菟足会館

## 関連文献
- 『菟足神社志留倍』菟足神社社務所